# Eta Eridani
Eta Eridani (Azha, 3 Eridanus) é uma estrela na direção da constelação de Eridanus. Possui uma ascensão reta de 02h 56m 25.60s e uma declinação de −08° 53′ 51.4″. Sua magnitude aparente é igual a 3.89. Considerando sua distância de 133 anos-luz em relação à Terra, sua magnitude absoluta é igual a 0.83. Pertence à classe espectral K1III-IV.